# Merodon caerulescens
Merodon caerulescens är en tvåvingeart som beskrevs av Friedrich Hermann Loew 1869. Merodon caerulescens ingår i släktet narcissblomflugor, och familjen blomflugor.
Artens utbredningsområde är Grekland. Inga underarter finns listade i Catalogue of Life.